# Calophyllum nodosum
Calophyllum nodosum là một loài thực vật có hoa trong họ Calophyllaceae. Loài này được Vesque mô tả khoa học đầu tiên năm 1889.